# Al Bano
Albano Carrisi (n. 20 mai 1943, Cellino San Marco) este un cântăreț, actor și viticultor italian.
Numele său de scenă este Al Bano.

## Biografie
S-a născut în orașul Cellino San Marco (Provincia Brindisi), unde locuiește și în prezent.
Mama sa Iolanda l-a numit Albano deoarece, atunci când se năștea, tatăl său Carmelo, aflat în armata italiană, lupta în Albania în timpul celui de-al Doilea Război Mondial.
A debutat în 1965 cu melodia La strada. În 1966 participă la Festival delle Rose cu piesa Quando il sole chiude gli occhi.
Cu Pensando a te, iese câștigător în 1969 la Disco per l'Estate, un concurs de interpretare de cântece italiene.
Înregistrează câteva cântece, devenite hituri în acea perioadă, cum ar fi Nel sole, Io di notte , Il ragazzo che sorride, La siepe, Mattino, Pensando a te, Mezzanotte d'amore și 13, storia d'oggi.

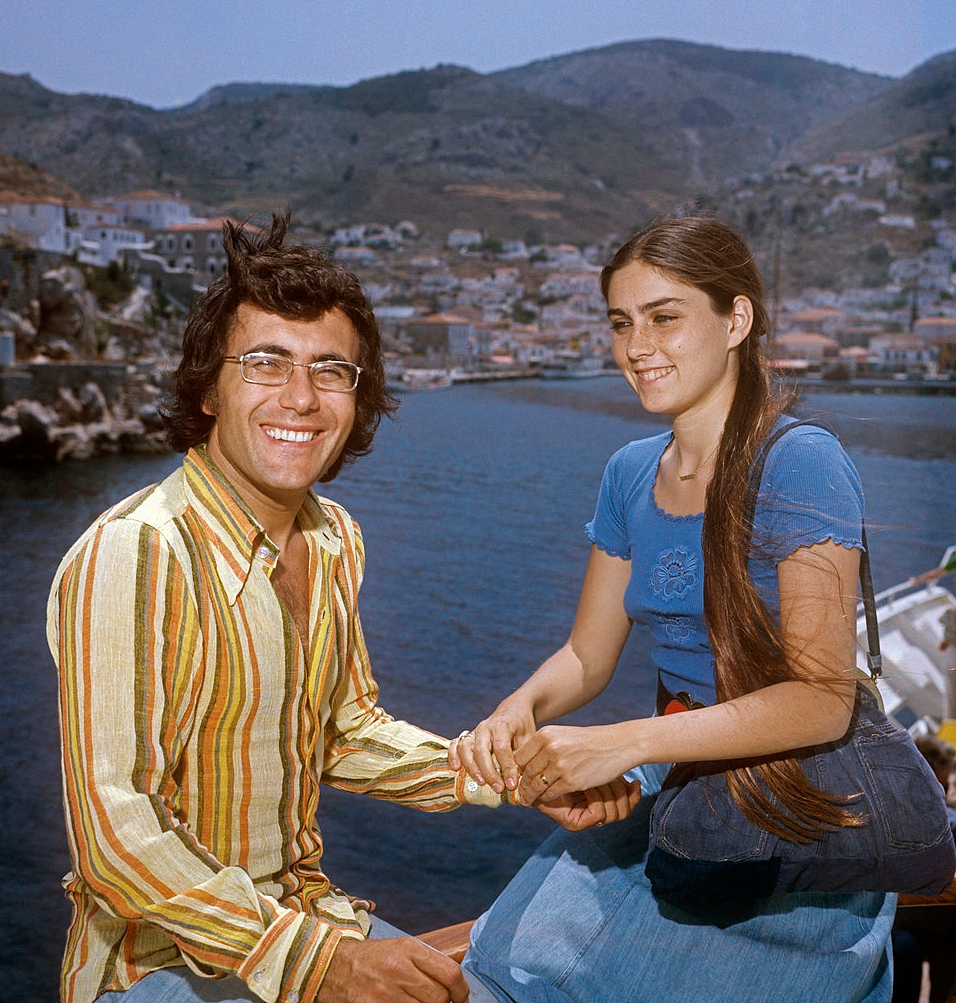
Al Bano și Romina Power în Grecia, 1975

La scurt timp începe colaborarea cu Romina Power (fiica actorului american Tyrone Power) pentru care scrie cântecul Acqua di mare și cu care se căsătorește în 1970.
Din 1975 timp de două decenii cântă împreună, formând duetul Al Bano și Romina Power, duet care în 1976 participă la Concursul Muzical Eurovision, obținând locul 7 cu We'll live it all again (lo rivivrei), iar în 1982, la Festivalul de muzică de la Sanremo, se clasează pe locul secund cu Felicità. 
În 1984, Al Bano și Romina Power se clasează pe locul întâi la Sanremo cu Ci sarà, iar în anul următor, la Eurovision, obține locul 7 cu Magic Oh Magic. Alte melodii de mare succes din repertoriul lor sunt: '"Sharazan, Che angelo sei, Tu soltanto tu, Prima notte d'amore, Sempre sempre și Libertà.
În  1987 și 1989 obțin locul 3 la Festivalul Sanremo cu melodiile Nostalgia canaglia și Cara terra mia. 
Ultima lor melodie prezentată la Festival este Oggi sposi în 1991. 
Al Bano și Romina lansează în aceiași perioada și primul lor album de colinde intitulat Weihnachten bei uns zu hause (în Germania) sau Corriere di Natale (în Italia).
În 1996, Al Bano se reîntoarce la cariera de solist cu melodia È la mia vita publicată pe Emozionale, ultimul album realizat împreună cu Romina Power, care cuprinde și două colaborări cu artiștii spanioli Montserrat Caballé și Paco De Lucia. Melodia este inclusă și pe ultima lor compilație oficială Ancora...zugabe.
În 1997 lanseaza albumul Concerto classico în care interpretează piese clasice din repertoriile lui Giacomo Puccini, Giuseppe Verdi, Gaetano Donizetti, Johann Sebastian Bach, Franz Schubert, Piotr Ilici Ceaikovski, Frédéric Chopin și mulți alții. Pentru acest album primește un dublu disc de platină în Austria, premiu înmânat de Placido Domingo și José Carreras cu ocazia unui concert la Bad Ischl în care Al Bano, cântând cu cei 2 tenori îl înlocuia pe Luciano Pavarotti.
După o serie de albume de cover, premiate cu discuri de aur și platină în Italia, Spania și Austria, în anul 2001 lansează primul album de melodii inedite intitulat Canto al sole iar, după un an, se reîntoarce la genul classical crossover cu albumul Carrisi canta Caruso dedicat marelui tenor Enrico Caruso.
În decembrie 2005 publică albumul Le radici del cielo, un omagiu muzical pentru Salento, regiunea din sudul Italiei în care Al Bano s-a născut iar după câteva luni prezintă compilația Il mio Sanremo, o colecție de noi versiuni a pieselor prezentate de el la Festivalul Sanremo în perioada 1965-1999.
La Festivalul Sanremo se întoarce din nou în 2007 obținând locul 2 cu melodia Nel perdono inclusă pe albumul Cercami nel cuore della gente, în 2009 cu L'amore è sempre amore și în 2011 cu Amanda è libera, piesă clasificată pe locul 3.
Tot în 2011 obține 15 discuri de platină în Grecia pentru vânzarile albumului Δύο φωνές μία ψυχή (Dio fones mia psihi) realizat împreună cu Giannis Ploutarcos. Al Bano este oaspete de onoare la Sanremo 2013 primind premiul pentru carieră "Città di Sanremo" și lansează CD-ul Canta Sanremo, o continuare a precedentului album dedicat festivalului.
După 16 ani de la ultimul concert împreună, Al Bano & Romina Power se reunesc pe scenă în anul 2013 la Moscova cu ocazia unui eveniment dedicat celor 70 de ani ai lui Al Bano. Urmează un turneu internațional intitulat Reunion Tour care cuprinde concerte în Rusia, Statele Unite ale Americii, Canada, Spania, România, Germania, Austria.
La Sanremo 2015 Al Bano este invitat alături de Romina Power pentru a cânta în afara competiției un medley din vechile lor succese lansate în anii 80 la festival: Cara terra mia, Ci sarà, Felicità. Sunt premiați cu premiul Ambasciatori del festival nel mondo (Ambasadori ai festivalului în lume).
Primul lor concert în Italia, în mai 2015, este transmis în direct de la Arena din Verona de televiziunea RAI iar după câteva luni este lansată doar în Germania și Austria compilația The very best - Live aus Verona, primul album al lui Al Bano în colaborare cu Romina Power după 19 ani de la Ancora..zugabe. CD-ul conține 8 melodii înregistrate live la concertul din Verona dar și 4 noi înregistrări în studio. Single-ul de promovare este Qualche stupido: "ti amo" (Somethin'stupid). O nouă versiune a fost publicată și în Italia doi ani mai târziu în 2017 cu titlul Magic Reunion Live si cu un tracklist asemănător dar divers iar în același an Al Bano participă singur pentru a cincisprezecea oară la Festivalul Sanremo cu melodia Di rose e di spine publicând dublul album omonim care conține melodii inedite dar si celelalte 14 melodii prezentate la Sanremo în perioada 1968-2011.

## Discografie

### Al Bano

#### Albume în italiană
- 1967 - Al Bano
- 1968 - Il ragazzo che sorride
- 1969 - Pensando a te
- 1970 - A cavallo di due stili
- 1972 - 1972
- 1974 - Antologia
- 1997 - Concerto classico
- 1999 - Ancora in volo
- 1999 - Volare - My favorite italian songs
- 2001 - Canto al sole
- 2002 - Carrisi canta Caruso
- 2004 - La mia Italia
- 2004 - Buon Natale - An italian Christmas with Al Bano Carrisi
- 2005 - Le radici del cielo
- 2007 - Cercami nel cuore della gente
- 2008 - Buon Natale 2008
- 2008 - Dai il meglio di te... Al Bano & Massimo Ferrarese
- 2009 - L'amore è sempre amore
- 2010 - The great italian songbook
- 2011 - Amanda è libera
- 2012 - Fratelli d'Italia
- 2013 - Canzoni per la vita Al Bano & Massimo Ferrarese
- 2017 - Di rose e di spine

#### Compilații
- 1979 - Ricordi... Nel sole
- 1996 - The best of Al Bano
- 1997 - Verso il sole
- 1999 - Grazie (Meine Schönsten Lieder - Meine Größten Erfolge)
- 2003 - I grandi successi di Al Bano
- 2006 - Il mio Sanremo
- 2008 - Con la musica nel cuore - carte + CD
- 2009 - Dialogo
- 2010 - Il più bel regalo di Natale
- 2011 - The best of Al Bano
- 2011 - Δύο φωνές μία ψυχή (Dio fones mia psihi) - Al Bano & Giannis Ploutarcos
- 2013 - Canta Sanremo
- 2014 - I capolavori di papà Al Bano
- 2015 - Vite coraggiose

#### Albume Live
- 1975 - The golden orpheus festival '75
- 2009 - Nel sole - Concerto dal vivo... e non solo

#### Albume în spaniolă
- 1969 - Si tu no estas...hay amor
- 1973 - Su cara su sonrisa
- 2008 - Todos sus grandes exitos en español
- 2009 - La mia opera
- 2012 - Canta Italia

### Al Bano & Romina Power

#### Albume
- 1975 - Atto I
- 1978 - 1978
- 1979 - Aria pura
- 1982 - Felicità
- 1982 - Che angelo sei
- 1984 - Effetto amore
- 1986 - Sempre sempre
- 1987 - Libertà!
- 1988 - Fragile
- 1990 - Fotografia di un momento
- 1990 - Weihnachten bei uns zu hause - lansat în Italia în 1991 cu titlul Corriere di Natale
- 1993 - Notte e giorno
- 1995 - Emozionale

#### Compilații
- 1976 - Io con te
- 1976 - Des nuits entières
- 1982 - 13+3 (16 chanson 16 succès) - contine 3 melodii în franceză
- 1991 - Le più belle canzoni
- 1991 - Vincerai
- 1996 - Ancora...zugabe
- 1997 - Grandes éxitos - în spaniolă

#### Albume Live
- 1984 - The golden orpheus festival '84
- 2015 - The very best - Live aus Verona
- 2017 - Magic Reunion Live

#### Albume în spaniolă
- 1975 - Arena blanca mar azul
- 1979 - Momentos
- 1982 - Felicidad
- 1982 - Cantan en español
- 1986 - Siempre siempre
- 1987 - Libertad
- 1988 - Fragile
- 1990 - Fotografia de un momento
- 1991 - Navidad ha llegado
- 1992 - Venceras
- 1993 - El tiempo de amarse
- 1996 - Amor sagrado

## Filmografie

### Cinema
- 1967 - Carlo Carrera - Nel sole, regia Aldo Grimaldi
- 1968 - Carlo Carrera - L'oro del mondo, regia Aldo Grimaldi
- 1969 - Giorgio - Il ragazzo che sorride, regia Aldo Grimaldi
- 1969 - Andrea - Il suo nome è Donna Rosa, regia Ettore Maria Fizzarotti
- 1969 - Carlo - Pensando a te, regia Aldo Grimaldi
- 1970 - Andrea - Mezzanotte d'amore, regia Ettore Maria Fizzarotti
- 1970 - Franz Schubert - Angeli senza paradiso, regia Ettore Maria Fizzarotti
- 1984 - Prof. Marco Allegri - Champagne in paradiso, regia Aldo Grimaldi

### Albume video
- 1984 - Una magica notte bianca
- 1991 - Autoritratto
- 1993 - Unser leben, unsere familie, unsere erfolge
- 1993 - L'America perduta
- 1995 - Ein leben in musik
- 1996 - Una vita emozionale
- 2002 - Canto al sole (Ganz privat: Mein neues leben, meine neuen lieder)
- 2004 - Christmas at the Duomo - cu Montserrat Caballé și Montserrat Martí
- 2005 - Al Bano i ego ledi
- 2008 - Todos sus grandes exitos en español
- 2009 - La mia opera

## Carți

### Al Bano
- 1968 - Vi racconto come sono
- 2006 - È la mia vita - tradusă și publicată în România cu titlul Este viața mea
- 2008 - Con la musica nel cuore
- 2012 - Io ci credo: perchè con la fede non mi sono arreso mai
- 2013 - Fra cielo e terra: le mie radici, le stagioni della vita, la forza della fede
- 2014 - La cucina del sole
- 2017 - Madre mia: L'origine del mio mondo

### Al Bano & Romina Power
- 1991 - Autoritatto dalla A alla R